# Desmond Hoyte
Desmond Hoyte (ur. 9 marca 1929 w Georgetown, zm. 22 grudnia 2002 tamże) – prezydent Gujany (1985-1992).

## Życiorys
Objął władzę w 1985 po śmierci Forbesa Burnhama i wkrótce potem rozpoczął demontaż socjalistycznych fundamentów ustanowionych przez swojego poprzednika. Jako lider Ludowego Kongresu Narodowego i prezydent z uprawnieniami rozszerzonymi na mocy konstytucji z 1980 miał ogromną władzę. Czynił umizgi do zagranicznych inwestorów i dążył do ułożenia pokojowych stosunków z MFW w celu zahamowania wzrastającego ubóstwa w kraju i zmniejszenia zadłużenia, czym rozgniewał wielu członków partii. Pomagał przy tworzeniu projektu Iwokama, zabytkowego kompleksu lasów gujańskich. W 1992 odszedł z urzędu po przegranych wyborach prezydenckich.